# Didim
Didim là một huyện thuộc tỉnh Aydın, Thổ Nhĩ Kỳ. Huyện có diện tích 333 km² và dân số thời điểm năm 2007 là 42266 người, mật độ 127 người/km².